# PDC Mistrovství světa v šipkách
Mistrovství světa v šipkách, známé také jako PDC World Darts Championship nebo Paddy Power World Darts Championship, je nejprestižnější šipkařský turnaj pořádaný organizací Professional Darts Corporation (PDC). Soutěž se koná každoročně, zahájena je v prosinci a končí na začátku ledna. Místem turnaje je od roku 2008 Alexandra Palace v Londýně. Vítěz získává trofej Sida Waddella, pojmenovanou na počest šipkařského komentátora, který zemřel v roce 2012.
Turnaj se hrál poprvé v roce 1994. V tomto roce se rozdělila organizace British Darts Organisation (BDO), ze které vzešla nová organizace World Darts Council (WDC). Až do roku 1997 se mistrovství světa hrálo pod názvem WDC World Darts Championship, poté ale došlo k urovnání napjatých vztahů mezi BDO a WDC, která se přejmenovala na PDC. Hráči si také mohli vybrat, zda chtějí hrát mistrovství světa PDC nebo BDO, v jednom roce ale nesměli nastoupit do obou a museli splňovat určitá výkonnostní kritéria. Oba turnaje se konaly až do roku 2020, kdy došlo rozpadu BDO. Od roku 2022 pořádá své mistrovství také organizace World Darts Federation.
Současným mistrem světa organizace PDC je Luke Littler. Nejúspěšnějším hráčem je Phil Taylor, který turnaj hrál 25krát a 14krát jej ovládl, naposledy v roce 2013. Kromě něj mistrovství světa vyhrálo dalších dvanáct šipkařů, vícekrát se to podařilo pěti. Třikrát zvítězil Michael van Gerwen (2014, 2017 a 2019), dvakrát John Part (2003 a 2008), Adrian Lewis (2011 a 2012), Gary Anderson (2015 a 2016) a Peter Wright (2020 a 2022). Po jednom vítězství mají Dennis Priestley (1994), Raymond van Barneveld (2007), Rob Cross (2018), Gerwyn Price (2021), Michael Smith (2023), Luke Humphries (2024) a Luke Littler (2025).

## Historie
V roce 1992 se několik vysoce postavených hráčů včetně všech stále hrajících vítězů BDO Mistrovství světa v šipkách rozhodlo založit WDC (nyní PDC) a v roce 1994 uspořádali první mistrovství světa zastřešené touto organizací. Prvním vítězem nového turnaje se stal Dennis Priestley.
Začátky nebyly pro hráče jednoduché – turnaj byl dostupný hlavně přes satelitní vysílání a do roku 2001 byly finanční odměny nižší než u BDO (kromě roku 1997, kdy vítěz získal 45 000 liber oproti vítězi u BDO, který vyhrál 38 000 liber). Zlom přišel v roce 2002, kdy poprvé celková dotace turnaje přeskočila BDO a od té doby je PDC Mistrovství světa ve světě šipek turnajem s největšími finančními odměnami. V roce 2010 byl mezi hráče poprvé rozdělen 1 milion liber, pětinu získal vítěz. Od roku 2019 byly celkové finanční odměny ve výši 2,5 milionu liber, vítěz si odnášel půl milionu liber. Od roku 2026 dojde ke zdvojnásobení finančních odměn, vítěz obdrží 1 milion liber.

## Místo konání
PDC Mistrovství světa v šipkách se hraje od roku 2008 v Alexandra Palace v Londýně. Do té doby se hrálo pravidelně v Circus Tavern v Purfleetu v Essexu.

## Seznam finálových zápasů
| Rok  | Vítěz (průměr ve finále)       | T.  | Skóre | Finalista (průměr ve finále)   | Finanční odměna | Finanční odměna | Finanční odměna | Sponzor        | Místo konání             |
| Rok  | Vítěz (průměr ve finále)       | T.  | Skóre | Finalista (průměr ve finále)   | Celkem          | Vítěz           | Finalista       | Sponzor        | Místo konání             |
| ---- | ------------------------------ | --- | ----- | ------------------------------ | --------------- | --------------- | --------------- | -------------- | ------------------------ |
| 1994 | Dennis Priestley (94.38)       | 1.  | 6–1   | Phil Taylor (85.62)            | £64 000         | £16 000         | £8 000          | Skol           | Circus Tavern, Purfleet  |
| 1995 | Phil Taylor (94.11)            | 1.  | 6–2   | Rod Harrington (87.15)         | £55 000         | £12 000         | £6 000          | Proton Cars    | Circus Tavern, Purfleet  |
| 1996 | Phil Taylor (98.52)            | 2.  | 6–4   | Dennis Priestley (101.48)      | £62 500         | £14 000         | £7 000          | Vernon's Pools | Circus Tavern, Purfleet  |
| 1997 | Phil Taylor (100.92)           | 3.  | 6–3   | Dennis Priestley (96.78)       | £99 500         | £45 000         | £10 000         | Red Band       | Circus Tavern, Purfleet  |
| 1998 | Phil Taylor (103.98)           | 4.  | 6–0   | Dennis Priestley (90.75)       | £72 500         | £20 000         | £10 000         | Skol           | Circus Tavern, Purfleet  |
| 1999 | Phil Taylor (97.11)            | 5.  | 6–2   | Peter Manley (93.63)           | £104 000        | £30 000         | £16 000         | Skol           | Circus Tavern, Purfleet  |
| 2000 | Phil Taylor (94.42)            | 6.  | 7–3   | Dennis Priestley (91.80)       | £111 000        | £31 000         | £16 400         | Skol           | Circus Tavern, Purfleet  |
| 2001 | Phil Taylor (107.46)           | 7.  | 7–0   | John Part (92.58)              | £125 000        | £33 000         | £18 000         | Skol           | Circus Tavern, Purfleet  |
| 2002 | Phil Taylor (98.47)            | 8.  | 7–0   | Peter Manley (91.35)           | £205 000        | £50 000         | £25 000         | Skol           | Circus Tavern, Purfleet  |
| 2003 | John Part (96.87)              | 1.  | 7–6   | Phil Taylor (99.98)            | £237 000        | £50 000         | £25 000         | Ladbrokes      | Circus Tavern, Purfleet  |
| 2004 | Phil Taylor (96.03)            | 9.  | 7–6   | Kevin Painter (90.48)          | £257 000        | £50 000         | £25 000         | Ladbrokes      | Circus Tavern, Purfleet  |
| 2005 | Phil Taylor (96.14)            | 10. | 7–4   | Mark Dudbridge (90.66)         | £300 000        | £60 000         | £30 000         | Ladbrokes      | Circus Tavern, Purfleet  |
| 2006 | Phil Taylor (106.74)           | 11. | 7–0   | Peter Manley (91.72)           | £500 000        | £100 000        | £50 000         | Ladbrokes      | Circus Tavern, Purfleet  |
| 2007 | Raymond van Barneveld (100.93) | 1.  | 7–6   | Phil Taylor (100.86)           | £500 000        | £100 000        | £50 000         | Ladbrokes      | Circus Tavern, Purfleet  |
| 2008 | John Part (92.86)              | 2.  | 7–2   | Kirk Shepherd (85.10)          | £589 000        | £100 000        | £50 000         | Ladbrokes      | Alexandra Palace, Londýn |
| 2009 | Phil Taylor (110.94)           | 12. | 7–1   | Raymond van Barneveld (101.18) | £724 000        | £125 000        | £60 000         | Ladbrokes      | Alexandra Palace, Londýn |
| 2010 | Phil Taylor (104.38)           | 13. | 7–3   | Simon Whitlock (100.51)        | £1 000 000      | £200 000        | £100 000        | Ladbrokes      | Alexandra Palace, Londýn |
| 2011 | Adrian Lewis (99.40)           | 1.  | 7–5   | Gary Anderson (99.41)          | £1 000 000      | £200 000        | £100 000        | Ladbrokes      | Alexandra Palace, Londýn |
| 2012 | Adrian Lewis (93.06)           | 2.  | 7–3   | Andy Hamilton (90.83)          | £1 000 000      | £200 000        | £100 000        | Ladbrokes      | Alexandra Palace, Londýn |
| 2013 | Phil Taylor (103.04)           | 14. | 7–4   | Michael van Gerwen (100.66)    | £1 000 000      | £200 000        | £100 000        | Ladbrokes      | Alexandra Palace, Londýn |
| 2014 | Michael van Gerwen (100.10)    | 1.  | 7–4   | Peter Wright (95.71)           | £1 050 000      | £250 000        | £100 000        | Ladbrokes      | Alexandra Palace, Londýn |
| 2015 | Gary Anderson (97.68)          | 1.  | 7–6   | Phil Taylor (100.69)           | £1 250 000      | £250 000        | £120 000        | William Hill   | Alexandra Palace, Londýn |
| 2016 | Gary Anderson (99.26)          | 2.  | 7–5   | Adrian Lewis (100.23)          | £1 500 000      | £300 000        | £150 000        | William Hill   | Alexandra Palace, Londýn |
| 2017 | Michael van Gerwen (107.79)    | 2.  | 7–3   | Gary Anderson (104.93)         | £1 650 000      | £350 000        | £160 000        | William Hill   | Alexandra Palace, Londýn |
| 2018 | Rob Cross (107.67)             | 1.  | 7–2   | Phil Taylor (102.26)           | £1 800 000      | £400 000        | £170 000        | William Hill   | Alexandra Palace, Londýn |
| 2019 | Michael van Gerwen (102.21)    | 3.  | 7–3   | Michael Smith (95.29)          | £2 500 000      | £500 000        | £200 000        | William Hill   | Alexandra Palace, Londýn |
| 2020 | Peter Wright (102.79)          | 1.  | 7–3   | Michael van Gerwen (102.88)    | £2 500 000      | £500 000        | £200 000        | William Hill   | Alexandra Palace, Londýn |
| 2021 | Gerwyn Price (100.08)          | 1.  | 7–3   | Gary Anderson (94.25)          | £2 500 000      | £500 000        | £200 000        | William Hill   | Alexandra Palace, Londýn |
| 2022 | Peter Wright (98.34)           | 2.  | 7–5   | Michael Smith (99.22)          | £2 500 000      | £500 000        | £200 000        | William Hill   | Alexandra Palace, Londýn |
| 2023 | Michael Smith (99.58)          | 1.  | 7–4   | Michael van Gerwen (102.21)    | £2 500 000      | £500 000        | £200 000        | Cazoo          | Alexandra Palace, Londýn |
| 2024 | Luke Humphries (103.67)        | 1.  | 7–4   | Luke Littler (101.13)          | £2 500 000      | £500 000        | £200 000        | Paddy Power    | Alexandra Palace, Londýn |
| 2025 | Luke Littler (102.73)          | 1.  | 7–3   | Michael van Gerwen (100.69)    | £2 500 000      | £500 000        | £200 000        | Paddy Power    | Alexandra Palace, Londýn |
| 2026 | bude oznámeno                  |     |       | bude oznámeno                  | £5 000 000      | £1 000 000      | £400 000        | Paddy Power    | Alexandra Palace, Londýn |

## Rekordy a statistiky
Aktuální k 3. lednu 2024

### Počet účastí ve finále
| Pořadí | Hráč                  | Země       | Vítězství | Finalista | Finále celkem | Celkem na turnaji |
| ------ | --------------------- | ---------- | --------- | --------- | ------------- | ----------------- |
| 1      | Phil Taylor           | Anglie     | 14        | 5         | 19            | 25                |
| 2      | Michael van Gerwen    | Nizozemsko | 3         | 4         | 7             | 18                |
| 3      | Gary Anderson         | Skotsko    | 2         | 3         | 5             | 16                |
| 4      | Adrian Lewis          | Anglie     | 2         | 1         | 3             | 18                |
| 4      | John Part             | Kanada     | 2         | 1         | 3             | 18                |
| 4      | Peter Wright          | Skotsko    | 2         | 1         | 3             | 16                |
| 7      | Dennis Priestley      | Anglie     | 1         | 4         | 5             | 19                |
| 8      | Michael Smith         | Anglie     | 1         | 2         | 3             | 14                |
| 9      | Raymond van Barneveld | Nizozemsko | 1         | 1         | 2             | 18                |
| 9      | Luke Littler          | Anglie     | 1         | 1         | 2             | 2                 |
| 11     | Rob Cross             | Anglie     | 1         | 0         | 1             | 8                 |
| 11     | Luke Humphries        | Anglie     | 1         | 0         | 1             | 8                 |
| 11     | Gerwyn Price          | Wales      | 1         | 0         | 1             | 11                |
| 14     | Peter Manley          | Anglie     | 0         | 3         | 3             | 13                |
| 15     | Mark Dudbridge        | Anglie     | 0         | 1         | 1             | 10                |
| 15     | Andy Hamilton         | Anglie     | 0         | 1         | 1             | 13                |
| 15     | Rod Harrington        | Anglie     | 0         | 1         | 1             | 10                |
| 15     | Kevin Painter         | Anglie     | 0         | 1         | 1             | 17                |
| 15     | Kirk Shepherd         | Anglie     | 0         | 1         | 1             | 4                 |
| 15     | Simon Whitlock        | Austrálie  | 0         | 1         | 1             | 15                |

- Aktivní hráči jsou vyznačeni tučně
- V tabulce jsou pouze hráči, kteří se účastnili finále
- V případě stejného výsledku jsou hráči řazeni abecedně

### Vítězové podle zemí
| Země       | Hráči | Celkem | První titul | Poslední titul |
| ---------- | ----- | ------ | ----------- | -------------- |
| Anglie     | 7     | 21     | 1994        | 2025           |
| Nizozemsko | 2     | 4      | 2007        | 2019           |
| Skotsko    | 2     | 4      | 2015        | 2022           |
| Kanada     | 1     | 2      | 2003        | 2008           |
| Wales      | 1     | 1      | 2021        | 2021           |

### Zakončení devíti šipkami
Na turnaji se povedlo celkem 16krát zakončit leg devítkou, tedy nejnižším možným množstvím šipek. Úspěšných bylo 14 hráčů, Raymond van Barneveld a Adrian Lewis dokázali jednou devítku zopakovat.
| Hráč                  | Rok (+ kolo)      | Způsob                               | Soupeř                | Výsledek |
| --------------------- | ----------------- | ------------------------------------ | --------------------- | -------- |
| Raymond van Barneveld | 2009, čtvrtfinále | 3 × T20; 3 × T20; T20, T19, D12      | Jelle Klaasen         | Výhra    |
| Raymond van Barneveld | 2010, 2. kolo     | 3 × T20; 3 × T20; T20, T19, D12      | Brendan Dolan         | Výhra    |
| Adrian Lewis          | 2011, finále      | 3 × T20; 3 × T20; T20, T19, D12      | Gary Anderson         | Výhra    |
| Dean Winstanley       | 2013, 2. kolo     | 3 × T20; 3 × T20; T20, T19, D12      | Vincent van der Voort | Prohra   |
| Michael van Gerwen    | 2013, semifinále  | 3 × T20; 2 × T20, T19; 2 × T20, D12  | James Wade            | Výhra    |
| Terry Jenkins         | 2014, 1. kolo     | 3 × T20; 3 × T20; T20, T19, D12      | Per Laursen           | Prohra   |
| Kyle Anderson         | 2014, 1. kolo     | 3 × T20; 3 × T20; T20, T19, D12      | Ian White             | Prohra   |
| Adrian Lewis          | 2015, 3. kolo     | 3 × T20; 3 × T20; T20, T19, D12      | Raymond van Barneveld | Prohra   |
| Gary Anderson         | 2016, semifinále  | 3 × T20; 3 × T20; T20, T19, D12      | Jelle Klaasen         | Výhra    |
| James Wade            | 2021, 3. kolo     | 3 × T20; 3 × T20; T20, T19, D12      | Stephen Bunting       | Prohra   |
| William Borland       | 2022, 1. kolo     | 3 × T20; 2 × T20, T19; 2 × T20, D12  | Bradley Brooks        | Výhra    |
| Darius Labanauskas    | 2022, 1. kolo     | T20, 2 × T19; 3 × T20; T20, T17, D18 | Mike De Decker        | Prohra   |
| Gerwyn Price          | 2022, čtvrtfinále | 3 × T20; 3 × T20; T19, T20, D12      | Michael Smith         | Prohra   |
| Michael Smith         | 2023, finále      | 3 × T20; 3 × T20; T20, T19, D12      | Michael van Gerwen    | Výhra    |
| Christian Kist        | 2025, 1. kolo     | 3 × T20; 3 × T20; T20, T19, D12      | Madars Razma          | Prohra   |
| Damon Heta            | 2025, 3. kolo     | 3 × T20; 3 × T20; T20, T19, D12      | Luke Woodhouse        | Prohra   |

### Nejvyšší průměry
| Deset nejvyšších průměrů v jednom zápasu | Deset nejvyšších průměrů v jednom zápasu | Deset nejvyšších průměrů v jednom zápasu | Deset nejvyšších průměrů v jednom zápasu | Deset nejvyšších průměrů v jednom zápasu |
| Průměr                                   | Hráč                                     | Rok (+ kolo)                             | Soupeř                                   | Výsledek                                 |
| ---------------------------------------- | ---------------------------------------- | ---------------------------------------- | ---------------------------------------- | ---------------------------------------- |
| 114,05                                   | Michael van Gerwen                       | 2017, semifinále                         | Raymond van Barneveld                    | 6–2                                      |
| 111,21                                   | Phil Taylor                              | 2002, 2. kolo                            | Shayne Burgess                           | 6–1                                      |
| 110,94                                   | Phil Taylor                              | 2009, finále                             | Raymond van Barneveld                    | 7–1                                      |
| 109,34                                   | Raymond van Barneveld                    | 2017, semifinále                         | Michael van Gerwen                       | 2–6                                      |
| 109,23                                   | Michael van Gerwen                       | 2016, 2. kolo                            | Darren Webster                           | 4–0                                      |
| 109,00                                   | Phil Taylor                              | 2007, 2. kolo                            | Mick McGowan                             | 4–1                                      |
| 108,98                                   | Michael van Gerwen                       | 2021, 2. kolo                            | Ryan Murray                              | 3–1                                      |
| 108,80                                   | Phil Taylor                              | 2009, čtvrtfinále                        | Co Stompé                                | 5–0                                      |
| 108,74                                   | Luke Humphries                           | 2024, semifinále                         | Scott Williams                           | 6–0                                      |
| 108,65                                   | Michael van Gerwen                       | 2018, 2. kolo                            | James Wilson                             | 4–0                                      |

| Pět nejvyšších průměrů, které nestačily na vítězství | Pět nejvyšších průměrů, které nestačily na vítězství | Pět nejvyšších průměrů, které nestačily na vítězství | Pět nejvyšších průměrů, které nestačily na vítězství | Pět nejvyšších průměrů, které nestačily na vítězství |
| Průměr                                               | Hráč                                                 | Rok (+ kolo)                                         | Soupeř                                               | Výsledek                                             |
| ---------------------------------------------------- | ---------------------------------------------------- | ---------------------------------------------------- | ---------------------------------------------------- | ---------------------------------------------------- |
| 109,34                                               | Raymond van Barneveld                                | 2017, semifinále                                     | Michael van Gerwen                                   | 2–6                                                  |
| 106,09                                               | Jeffrey de Zwaan                                     | 2019, 2. kolo                                        | Rob Cross                                            | 1–3                                                  |
| 106,07                                               | Cristo Reyes                                         | 2017, 2. kolo                                        | Michael van Gerwen                                   | 2–4                                                  |
| 105,78                                               | Michael van Gerwen                                   | 2016, 3. kolo                                        | Raymond van Barneveld                                | 3–4                                                  |
| 104,93                                               | Gary Anderson                                        | 2017, finále                                         | Michael van Gerwen                                   | 3–7                                                  |

| Deset nejvyšších průměrů na celém turnaji (min. 3 zápasy) | Deset nejvyšších průměrů na celém turnaji (min. 3 zápasy) | Deset nejvyšších průměrů na celém turnaji (min. 3 zápasy) | Deset nejvyšších průměrů na celém turnaji (min. 3 zápasy) |
| Průměr                                                    | Hráč                                                      | Rok                                                       | Výsledek                                                  |
| --------------------------------------------------------- | --------------------------------------------------------- | --------------------------------------------------------- | --------------------------------------------------------- |
| 106,32                                                    | Michael van Gerwen                                        | 2017                                                      | Vítěz                                                     |
| 104,68                                                    | Michael van Gerwen                                        | 2016                                                      | 3. kolo                                                   |
| 104,63                                                    | Phil Taylor                                               | 2010                                                      | Vítěz                                                     |
| 104,19                                                    | Adrian Lewis                                              | 2010                                                      | Čtvrtfinále                                               |
| 104,08                                                    | Phil Taylor                                               | 2009                                                      | Vítěz                                                     |
| 104,05                                                    | Michael van Gerwen                                        | 2018                                                      | Semifinále                                                |
| 103,64                                                    | Michael van Gerwen                                        | 2021                                                      | Čtvrtfinále                                               |
| 103,45                                                    | Gary Anderson                                             | 2017                                                      | Finalista                                                 |
| 103,38                                                    | Michael van Gerwen                                        | 2019                                                      | Vítěz                                                     |
| 103,06                                                    | Gary Anderson                                             | 2011                                                      | Finalista                                                 |

### Rekordy
- Nejvíce titulů: 14, Phil Taylor. Další dva tituly získal ještě v organizaci BDO, celkem je tak držitelem 16 vítězství, což je rekord napříč oběma organizacemi.[5]
- Nejvíce finálových účastí: 19, Phil Taylor, 1994–2007, 2009–2010, 2013, 2015 a 2018.
- Nejvíce vyhraných zápasů: 110, Phil Taylor, 1994–2018. Taylor prohrál pouze 11 zápasů, finále si zahrál bez přestávky od roku 1994 až do roku 2008, kdy ve čtvrtfinále podlehl Waynu Mardlovi.[6]
- Nejdelší doba bez porážky: 44 zápasů, Phil Taylor, 1995–2003, od porážky ve finále v roce 1994 do finálového zápasu v roce 2003.
- Nejvíce zahraných 180 během turnaje (celkem): 914, v roce 2024.
- Nejvíce zahraných 180 během turnaje (individuálně): 83, Michael Smith v roce 2022.[7]
- Nejvíce zahraných 180 během zápasu: 24, Peter Wright v semifinále a Michael Smith ve finále 2022.[7]
- Nejvíce zahraných 180 během zápasu (oba hráči): 42, Gary Anderson (22) a Michael van Gerwen (20) ve finále v roce 2017.
- Průměr 100+ (bez přerušení): 19 zápasů, Michael van Gerwen, 2016–2019.[8]
- Nejvíce účastí na turnaji: 25, Phil Taylor.
- Nejmladší hráč: Mitchell Clegg, 16 let a 37 dní. Clegg se kvalifikoval v 15 letech v roce 2007.
- Nejmladší finalista: Luke Littler, 16 let a 347 dní v roce 2024. Littler byl o 4 roky a 106 dní mladší než Kirk Shepherd, který si zahrál finále v roce 2008.
- Nejmladší mistr světa: Luke Littler, 17 let, 11 měsíců a 13 dní v roce 2025.
- Nejstarší mistr světa: Phil Taylor, 52 let a 5 měsíců při zisku posledního titulu v roce 2013.
- Vítězové obou mistrovství světa: 4 hráči. Dennis Priestley byl prvním hráčem, kterému se to podařilo poté, co vyhrál mistrovství světa pořádané organizací BDO v roce 1991 a o tři roky později i to pořádané organizací PDC. Svůj double získali i Phil Taylor, John Part a Raymond van Barneveld.[3][9]